# Baya Hocine
Baya Hocine, cuyo verdadero nombre era Baya Mamadi, nacida el 20 de mayo de 1940 en la Casba de Argel y fallecida el 1 de mayo de 2000, fue una activista independentista argelina. También fue diputada durante algunos años.

## Biografía
«Nací un domingo 20 de mayo de 1940 en una familia de dos niños mayores que yo, uno de 12 años y el otro de 8 años. Hoy tengo 17 años y he estado en una celda subterránea condenada a muerte durante tres días», escribe en un periódico confiscado durante un registro de su celda. Su familia era originaria de Ighil Imoula.
Cuando era adolescente, fue miembro del FLN y de la «red de bombas» de Yacef Saâdi. El 10 de febrero de 1957, durante la batalla de Argel, estallaron bombas en los estadios de Belouizdad y El Biar matando a 9 personas e hiriendo a 45. Ella fue una de los bombarderos. Arrestada, fue encarcelada en la prisión de Serkadji el 28 de febrero. Fue condenada a muerte a los 17 años por el Tribunal permanente de las fuerzas armadas de Argel. Sometida a juicio por el Tribunal permanente de las fuerzas armadas de Orán, fue condenada de nuevo el 20 de enero de 1959. Era la más joven de las seis mujeres condenadas a muerte por actos «terroristas» durante la guerra de independencia. Fue amnistiada después de los Acuerdos de Évian.
Después de la independencia, continuó sus estudios para convertirse en periodista. Fue elegida diputada de Argelia de 1977 a 1982.